# Dryocopus martius
Dryocopus martius là một loài chim trong họ Picidae.

## Hình ảnh

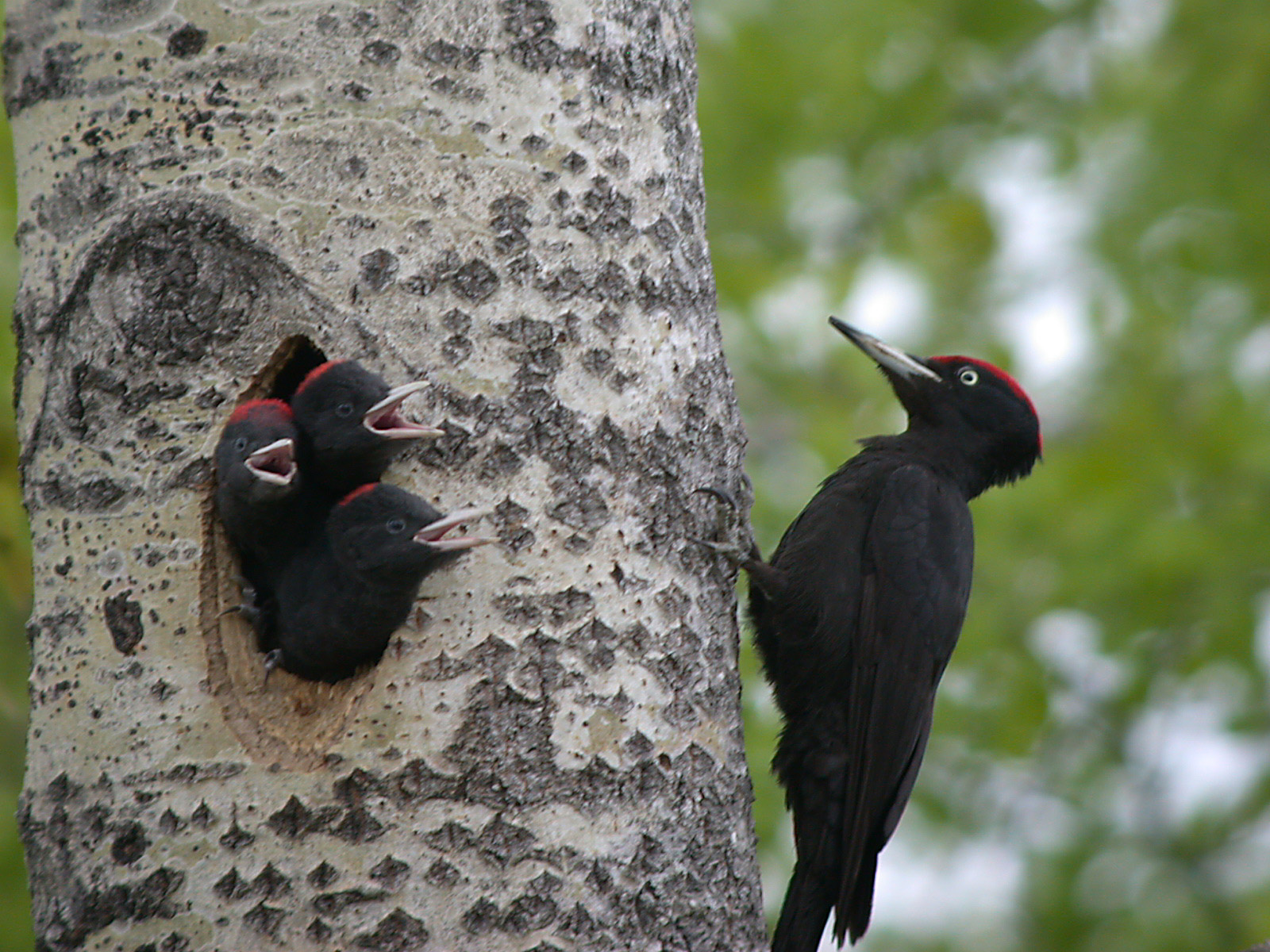
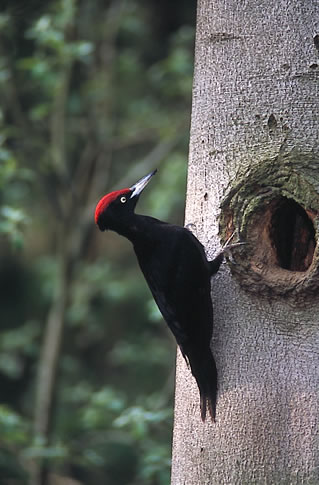
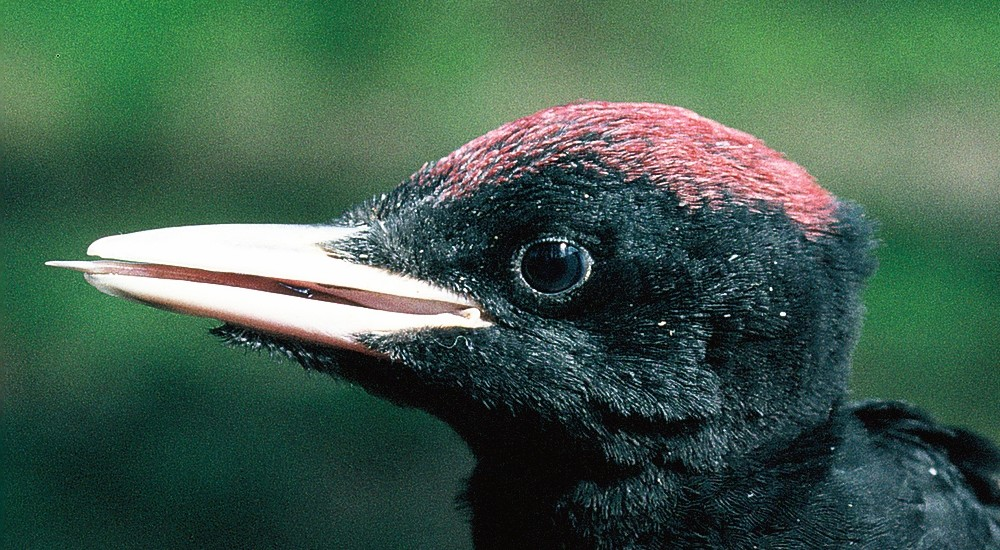
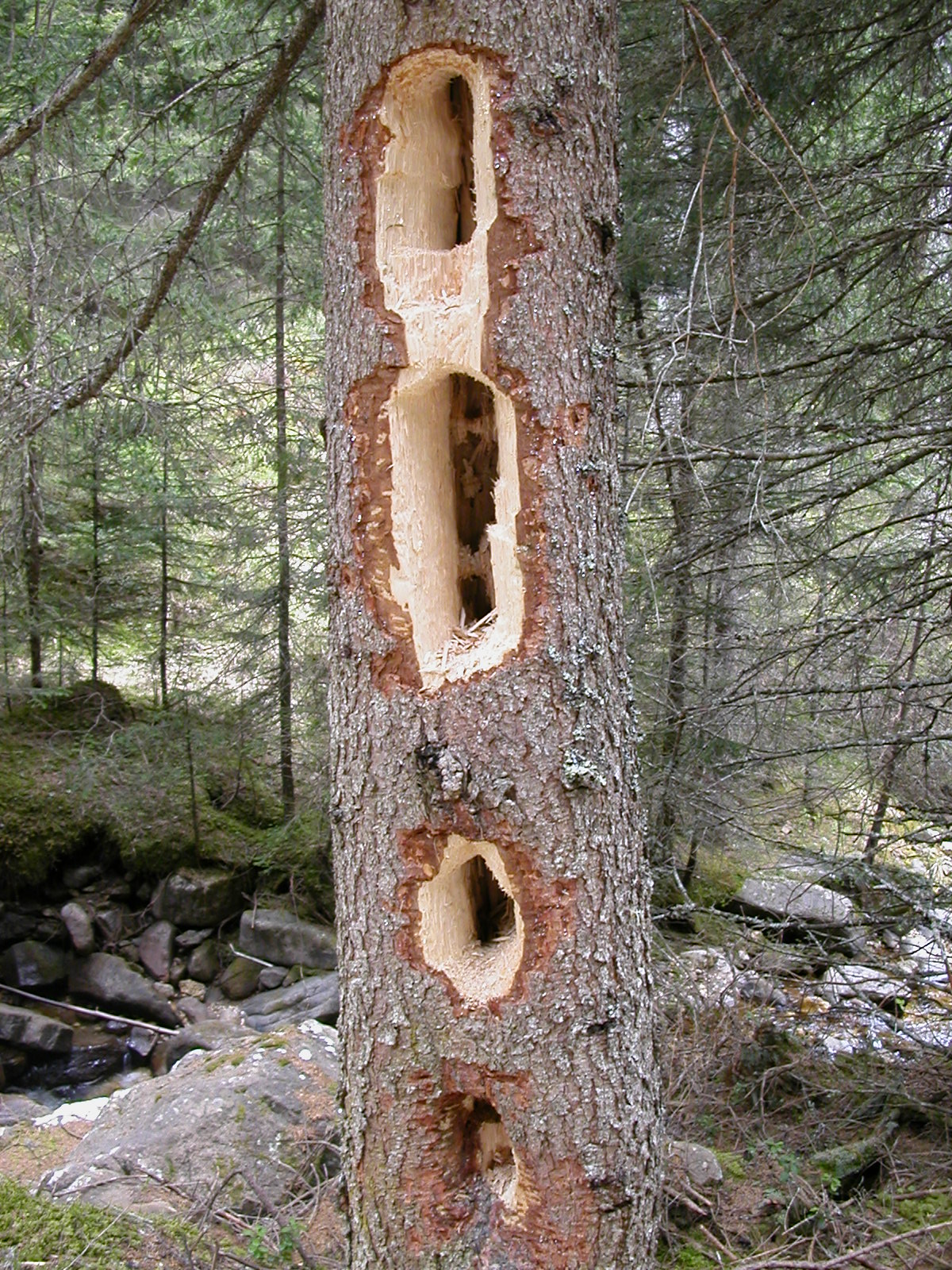
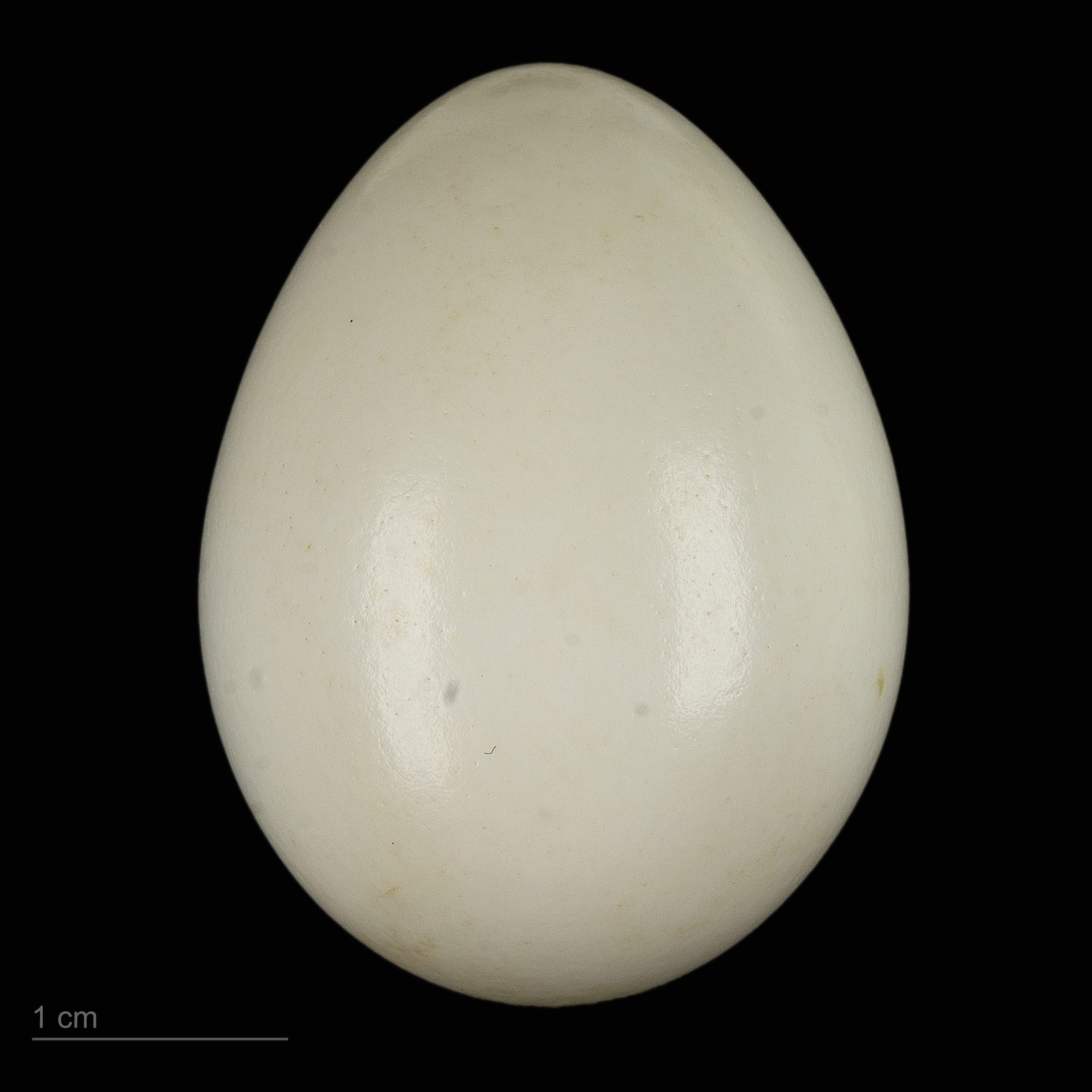
Dryocopus martius pinetorum